# Jeff Cease
Jeff Cease (nascido em 24 de junho de 1967, em Nashville, Tennessee, Estados Unidos) é um músico, mais conhecido por ter sido o guitarrista solo da banda americana de hard rock The Black Crowes, entre 1988 e 1991. Ele participou do primeiro álbum da banda, Shake Your Money Maker, e seu último show com os Crowes foi em 19 de outubro de 1991, no Hammersmith Odeon, em Londres.
Jeff depois formou a banda Bitter Pills, em Nashville, Tennessee.
Em 2008, ele foi contratado para fazer parte da banda do ex-participante do American Idol, Bucky Covington. Ele também passou um tempo na banda de Trent Tomlinson, e atualmente toca com Eric Church.